# Ивелин
 Тази статия е за мъжкото име.  За департамента във Франция вижте Ивелин (департамент).  
Ивелин е лично мъжко българско име. Името е разпространено с това звучене и правопис само в България. Женската форма е Ивелина. Произлиза от Иван. Умалителното (галено) име на Ивелин е Иво, а на Ивелина - Ива. Имен ден: 7 януари (Ивановден).